# 일반사회
일반사회는 사회생활에 필요한 지식·기능·가치 및 태도를 형성하여 사회 문제를 해결하고 민주사회에서 필요로 하는 시민의 자질을 함양하려는 학교의 교과목이다.

## 역사

### 1920년대 이전
시민교육은 인류가 사회를 형성하면서 시작되었으나, 여러 사회과학 학문을 통합하여 사회과로 등장한 것은 20세기 초반, 미국 사회였다. 당시 미국은 이민자를 미국화하고, 미국 남부에서 북부로 이주한 이주민이 도시에 적응하도록 교육을 실시할 필요성이 대두되었다. 이러한 사회적 요구는 지식 전달 중심의 전통적 교육에 대한 개혁을 요구하는 형태로 나타났고, 이 요구에 부응하여 1892년 전미교육협회에서 10인 위원회를 조직해 직업생활과 시민교육을 포함한 교육과정을 제시하였으나, 여전히 지식 전달 중심의 전통적 교육을 벗어나지 못하였다. 이러한 점을 개선하기 위해 전미교육협회는 7인 위원회를 조직하여 전통적인 역사교육에서 벗어나 과학적인 프로그램을 제시하였으나, 이 또한 시민교육의 이상에 미치지 못하였다. 이에 전미교육협회에서 사회과위원회가 등장하여 1916년에 '중등교육의 사회과' 등의 보고서를 통하여 사회과라는 교과를 창설할 것을 주장하였다.

### 1920년대 ~ 1950년대
사회과가 본격적으로 학교에 도입된 것은 제1차 세계대전 이후인 1920년대이다. 이 시기 미국의 교육은 존 듀이의 진보주의 교육을 중심으로 하였고, 사회과 역시 학습자의 필요·흥미·성장에 맞추어 진행되었다. 특히 사회과는 융합형·통합형·중핵형 교육과정과 같은 교육적 실험을 통하여 기존의 교과목들과 차이를 두었으며, 내용 역시 학문보다는 실제 생활과 경험 중심으로 구성되었다. 그러나 제2차 세계대전과 냉전을 거치면서 보수주의의 움직임이 강화되어 애국적 시민교육이 강조되었다.

### 신사회과 운동
냉전과 스푸트니크 충격으로 인해 사회과의 교육과정은 문제 중심의 교육과정에서 학문 중심의 교육과정으로 선회하였으며, 특히 학문과 지식의 구조가 강화되면서 사회과는 사회과학을 중심으로 교육과정이 개혁되었다. 또한 흑백갈등 등으로 큰 사회문제를 경험한 미국은 인간에 대한 이해를 강조하였다. 교육방법적인 면에서는 발견학습·탐구학습·학제적 접근법이 새로 등장하여 학생들이 여러 가지 교육자료를 활용하여 학문적 구조를 스스로 형성할 수 있도록 구성하였다.

### 1980년대 ~ 1990년대
정보화·세계화·개방화로 인하여 인지심리학의 영향을 받아 사회과는 인지적 구성주의의 관점에서 학습모형이 개발되었다. 정보처리모형, 개념학습, 고차사고력, 의사결정학습모형이 발달하였다. 교육내용적인 면에서도 기존 사회과학을 넘어서 대중문화, 여성학과 같은 생활문제 영역이 교육자료로 구성되고 있다.

## 사회과의 본질
바, 바스, 셔머스는 20세기 사회과교육가들이 발전시켜온 사회과의 본질을 세 가지로 분류하여 제시하였다. 넬슨과 마이클리스는 여기에 두 가지를 더하여 논의를 확장하였다. 그러나 어느 하나의 입장이 본질에 가깝다고 볼 수는 없고, 논의를 풍부하게 전개할 수 있다.

### 시민성 전달모형
시민성 전달모형은 교육학 일반의 '문화유산 전달모형'을 사회과에 적용한 것으로, 문화의 존속에 필요하다고 국가·지방자치단체·교사가 판단한 지식이나 기능, 가치 및 태도를 교수하여 학습자가 미래시민으로 성장하도록 돕는 데에 목적이 있다. 주로 국가 단위 수준에서 표준화가 이루어지며, 직접교수방식인 강의식 수업을 주로 사용한다. 시민성 전달모형은 전통가치와 신념체계를 전달해 사회유지와 안정을 도모할 수 있으나, 시대 흐름에 대응하기 어렵고 다원적인 민주주의의 가치를 담보할 수 없다는 지적이 있다.

### 사회과학모형
사회과학모형은 사회과학의 탐구 방식과 학문 내용을 습득한 '꼬마 사회학자'를 양성하는 것을 목적으로 하고 있다. 이는 1960년대 학문중심 교육과정이 대두되면서 부흥하였다. 따라서 사회과 교사들은 학생들이 사회과학자들이 중요시하는 사회문제를 해결해야한다고 주장한다. 그러나 실생활의 사회문제를 해결하는 데에 추상적인 사회과학의 문제해결방식이 도움이 되지 않는다는 비판이 있다.

### 반성적 탐구모형
반성적 탐구모형은 실생활의 문제를 해결하기 위해 반성적 사고력을 기르는 것을 중요시한다. 따라서 특정한 가치와 태도를 교수하기보다는 학습자 스스로 자신의 가치체계를 형성할 수 있도록 가르치는 것을 목표로 한다. 또한 종합적 사고와 통찰을 통해 분과학문적인 교육이 아닌 통합교과적인 교육이 진행된다. 급변하는 현대사회의 문제를 다루는 데에는 적합하나, 학문체계에 대한 기초가 약화되며, 실제 수업에서 활용하기에는 추상적이라는 지적이 있다.

### 사회비판모형
사회비판모형은 다양한 영역에서 정의·평등을 실현시키기 위하여 학습자가 어떠한 노력을 할 수 있는가를 깨닫게 하는 것을 목표로 한다. 따라서 사회의 부정의·불평등을 인식하고 비판적 입장을 견지할 수 있도록 기회를 제공한다. 주로 사회적 소수자와 기회균등과 관한 내용을 교수한다. 그러나 비판적 사고력이 중요하지만 전통적 가치나 신념을 일방적으로 부정하고 지식의 기초가 약해질 수 있다는 지적이 존재한다.

### 개인발달모형
개인발달모형은 사회과교육을 개인의 발달을 추구하는 것을 본질로 본다. 진보주의와 실존주의 철학에 기반하며, 적극적인 자아개념과 자아발달 및 성취, 취업준비, 생활능력의 함양을 주된 목적으로 한다. 학생의 요구에 따른 학생중심의 교육과정이 구성될 수 있으나, 사회성 발달이 저해될 수 있다는 지적이 존재한다.

## 사회과의 목표
사회과의 주된 목표는 '시민으로서의 실천적 행동', 즉 '시민성'을 함양하는 것이다. 이를 위해 사회과학에 대한 지식, 자료의 탐색과 해석 등의 기능, 인간에 대한 인도적인 접근 등의 태도, 민주적 기본 가치를 익히도록 설정되어 있다. 초기에는 강조되는 바의 통일성이 없이 중구난방이었고, 1950년대 이후 반성적 사고를 강조하였지만 행동적으로 세분화되지는 못하였다. 신사회화 시기에는 사회과를 구성하는 배경 학문을 구조화하고, 탐구기능이 강조되었다. 최근에는 고차사고력과 가치교육, 시민행동을 강조하고 있다.

## 같이 보기
- 다문화교육
- 양성평등교육
- 대한민국의 고등학교 교과목